# Super Robot Wars Jam Project Songs
SUPER ROBOT WARS JAM Project SONGS (também conhecido como "Super Robot Wars" JAM Project Syudaikasyuu) é uma coletânea do JAM Project lançada em 25 de dezembro de 2008 pela Lantis. O álbum possui 14 faixas.

## Produção
Desde o primeiro álbum da banda, ela produz músicas para a série Super Robot Wars. Este álbum foi feito como uma celebração de ambos, com todas as músicas feitas pelo JAM Project para os jogos até então, incluindo duas que só viriam a ser lançadas numa "Best Collection" futuramente.

## Recepção
Sobre o álbum, o CD Journal escreveu que é um "belíssimo álbum com músicas-tema para a série de jogos Super Robot Wars. É possível traçar a evolução do JAM Project, que evoluiu  junto com a história dos jogos."

## Faixas[4]
| N.º            | Título              | Letras            | Música                         | Usada em                             | Duração |  |
| 1.             | "Hagane no Messiah" | Hironobu Kageyama | Masashi Chizawa e Kenichi Sudo | Super Robot Wars Alpha Gaiden        | 3:52    |  |
| 2.             | "POWER"             | Tetsuo Kudoh      | M. Chizawa e K. Sudo           | Super Robot Wars Alpha Gaiden        | 5:29    |  |
| 3.             | "GO!!"              | H. Kageyama       | Yohgo Kohno                    | Super Robot Wars Impact              | 5:14    |  |
| 4.             | "Departure"         | H. Kageyama       | H. Kageyama e Y. Kohno         | Super Robot Wars Impact              | 5:18    |  |
| 5.             | "SKILL"             | H. Kageyama       | K. Sudo e Y. Kohno             | 2nd Super Robot Wars Alpha           | 5:49    |  |
| 6.             | "FOREVER & EVER"    | H. Kageyama       | Y. Kohno                       | 2nd Super Robot Wars Alpha           | 5:59    |  |
| 7.             | "VICTORY"           | H. Kageyama       | Y. Kohno                       | Super Robot Wars MX                  | 5:36    |  |
| 8.             | "Yakusoku no Chi"   | Masami Okui       | Y. Kohno                       | Super Robot Wars MX                  | 6:01    |  |
| 9.             | "GONG"              | H. Kageyama       | H. Kageyama e Y. Kohno         | Super Robot Wars Alpha 3             | 4:43    |  |
| 10.            | "Brother in Faith"  | M. Okui           | H. Kageyama e Y. Kohno         | Super Robot Wars Alpha 3             | 5:52    |  |
| 11.            | "Rocks"             | H. Kageyama       | H. Kageyama e Y. Kohno         | Super Robot Wars Original Generation | 4:58    |  |
| 12.            | "Portal"            | M. Okui           | M. Okui e TRY FORCE            | Super Robot Wars Original Generation | 4:50    |  |
| 13.            | "Crest of "Z's""    | H. Kageyama       | H. Kageyama e IKUO             | Super Robot Wars Z                   | 5:14    |  |
| 14.            | "Cosmic Dance"      | M. Okui           | M. Okui e Junpei Fujita        | Super Robot Wars Z                   | 5:48    |  |
| Duração total: | Duração total:      | Duração total:    | Duração total:                 | Duração total:                       | 74:44   |  |

## Integrantes
Hironobu Kageyama
Masaaki Endoh
Rica Matsumoto
Hiroshi Kitadani
Yoshiki Fukuyama
Masami Okui
Ricardo Cruz